# Secteur pavé d'Aulnoy-lez-Valenciennes à Famars
Le secteur pavé d'Aulnoy-lez-Valenciennes à Famars est situé dans les communes d'Aulnoy-lez-Valenciennes et Famars. Il est l'un des secteurs clé de la course cycliste Paris-Roubaix. En effet, c'est l'un des secteurs les plus durs, classé 5 étoiles sur l'échelle de difficulté. Il est le secteur n°21 de l'épreuve et est long de 2,6 kilomètres.

## Caractéristiques
- Longueur : 2 600 mètres
- Difficulté : 5 étoiles (pour son dernier passage en 2012)
- Secteur n° 21 (avant l'arrivée) (pour son dernier passage en 2012)

## Sources
- Les amis de Paris Roubaix